# Jacques Bouisseren
Jacques Marie Gabriel Bouisseren est un homme politique français né le 2 mars 1756 à Toulouse (Haute-Garonne) et mort le 29 mai 1838 à Angoulême (Charente).

## Biographie
Procureur syndic du département de la Charente-Inférieure, il est élu député au Conseil des Anciens le 25 germinal an VII puis siège au corps législatif de 1805 à 1814. Il est nommé directeur des droits réunis de la Charente-Inférieure en 1804.

## Sources
- « Jacques Bouisseren », dans Adolphe Robert et Gaston Cougny, Dictionnaire des parlementaires français, Edgar Bourloton, 1889-1891 [détail de l’édition]